# Pseudameira mixta
Pseudameira mixta är en kräftdjursart som beskrevs av Georg Ossian Sars 1920. Pseudameira mixta ingår i släktet Pseudameira och familjen Ameiridae. Arten är reproducerande i Sverige. Inga underarter finns listade i Catalogue of Life.